# 三光工業
三光工業株式会社（さんこうこうぎょう）は、かつて存在した日本のオートバイメーカーである。
1951年6月に富士重工業がラビットスクーターの製造中止による整理縮小のリストラを断行し、それに反対してストライキが起こり、一部の技術者が独立して三光工業株式会社を設立。1953年にジェットスクーターの製造を始め、J3型、J4型、J-7、J-5を販売する。1954年にジェットJ5型の製造を開始する。1955年に倒産し、サンカー工業との合同会社であるサンカージェット工業株式会社を設立し、ジェット号のブランドでオートバイを製造する。1956年には再び倒産し、1958年に日本発動機株式会社として設立されたが、短期間で解散した。